# Pulpa dentaria
La pulpa dentaria o pulpa dental (que se llama también, erróneamente, “nervio”[cita requerida]) es el tejido conectivo laxo localizado en el interior de un órgano dental y rodeado por dentina. 
La mayor investigación sobre la pulpa dental, su biología, su embriogénesis, su bioquímica, su gestación y envejecimiento, puede encontrarse en textos de  endodoncia y de autores involucrados en la patología oral.

## Embriología de la pulpa dentaria

### Formación de la papila dentaria
Este tejido vital, reactivo y dinámico se origina de un tejido conectivo (tejido mesenquimatoso) inmaduro, la papila dentaria. Una sección vestíbulo lingual a través de un diente temporal y sus tejidos circundantes, aproximadamente a la décima semana de gestación, muestra a la papila dental en la etapa de casquete del desarrollo. Este tejido se encuentra rodeado por el órgano del esmalte y un tejido conectivo fibroso laxo, llamado saco dentario. El órgano del esmalte forma el esmalte; la papila dentaria participa en el desarrollo de la dentina y la pulpa, y el saco dentario forma el periodonto.
Estudios experimentales en animales y en embriones humanos han demostrado que la papila dentaria se inicia como una rica red vascular capilar y está sembrada con un creciente número de células de tejido conectivo y fibras. La papila dental, en la etapa de casquete de la morfogénesis dental, consiste en muchos botones activos de vasos sanguíneos y células indiferenciadas mitóticas.
A través de un aún no muy bien comprendido mecanismo, el tejido mesenquimatoso (papila dental) influye en la diferenciación de los tejidos de origen ectodérmico (epitelio interno del esmalte) hacia ameloblastos. Por consiguiente, estos últimos estimulan la formación de odontoblastos en el mesénquima subyacente.
El límite entre el epitelio interno del esmalte y los odontoblastos constituye la futura unión amelodentinaria. La formación de la vaina epitelial de Hertwig, por la fusión del epitelio del órgano del esmalte interno y externo, determina el límite entre la corona y la raíz y representa la futura unión cementoadamantina.
El inicio de la maduración de la pulpa coincide con los primeros signos de formación de dentina. Esta maduración involucra la orientación y arreglo específico de aquellos componentes asociados con un tejido pulpar funcional, por ejemplo: células y un medio extracelular compuesto de colágeno y sustancia fundamental.
Los vasos sanguíneos y nervios simpáticos asociados, aparecen al principio de la maduración. Los nervios sensoriales aparecen más tarde e inician su crecimiento hacia adentro de la pulpa en maduración después de que el desarrollo de la raíz progresa (por esta razón hay falta de sensibilidad de la pulpa en pacientes jóvenes).
Una vez que los odontoblastos aparecen y producen una capa de predentina, la papila dental adyacente se convierte en pulpa dental. Asimismo, cuando la primera capa de predentina se ha formado, el ameloblasto inicia la secreción de esmalte.

### Formación radicular
Conforme la maduración y proliferación de la pulpa dental continúan, la erupción dentaria y la formación radicular se inician. La vaina epitelial radicular (diafragma epitelial) se mantiene relativamente fija durante el desarrollo y crecimiento de las raíces. Las células del diafragma epitelial causan la diferenciación de algunas de las células del tejido conectivo subyacente a odontoblastos.
Estos formaran la dentina radicular. Debido a que el término del desarrollo radicular es fijo, la proliferación del diafragma epitelial resulta en un movimiento en sentido oclusal de la corona.
Conforme los odontoblastos radiculares forman la dentina de la raíz, la continuidad de la vaina radicular se interrumpe por células de tejido conectivo presentes en el saco dentario, esto permite que las células antes mencionadas hagan contacto con la dentina y se diferencien en cementoblastos, que a su vez formarán cemento.
Algunas células de la vaina epitelial radicular permanecerán dentro del ligamento periodontal como restos de células epiteliales. Estos remanentes, a veces, forman un quiste apical y son los precursores del epitelio que suele proliferar en lesiones inflamatorias periapicales.
En dientes con dos a tres raíces, el tronco radicular se divide por extensiones en forma de lengüeta del diafragma horizontal, a nivel cervical. Esto origina la formación de dos o tres pequeños troncos (raíces).

### Formación de conductos laterales y del agujero apical

#### Conductos laterales
Si la vaina epitelial radicular se rompe antes de que la dentina radicular se forme, puede establecerse un contacto directo entre el ligamento periodontal y la pulpa dental. Este canal de comunicación se llama conducto lateral o accesorio. Un conducto de este tipo puede formarse si un vaso sanguíneo que viaja entre la papila y el saco dentario no es desplazado y llenado durante el desarrollo de la raíz y la formación del tejido duro.

#### Agujero apical
Mediante codificación genética, la proliferación epitelial cesa y el incremento en la longitud de la raíz se detiene. Conforme la erupción y formación dental continúan, la parte terminal apical de la raíz (así como todo el espacio pulpar) se estrecha debido a la aposición de dentina. El agujero apical se modifica más aún debido al desarrollo de Cemento (odontología).

### Formación de la dentición permanente
Así como continúan la proliferación, histodiferenciación y morfodiferenciación de la pulpa temporal, el diente permanente sucesor y sus estructuras circundantes surgen en la porción lingual de su predecesor. Las estructuras del diente permanente se desarrollan con patrones similares durante su iniciación y maduración.
Debido a que la reabsorción radicular comienza poco después de que se han formado las raíces del diente temporal, los cambios con la edad ocurren más rápido en las pulpas primarias que en las permanentes. La principal diferencia en las pulpas deciduas está en la cantidad de sus fibras nerviosas. Un ensayo histoquímico para detectar la presencia de acetilcolinesterasa mostró menor cantidad de fibras nerviosas en las pulpas primarias en comparación con las permanentes.

## Histología de la pulpa dentaria
La Pulpa es un sistema de tejido conjuntivo laxo formado por células, sustancia fundamental y fibras. Las células fabrican una matriz fundamental que después actúa como base y precursor del complejo fibroso, el principal y relativamente estable producto final del sistema. El complejo fibroso está compuesto principalmente por colágeno y reticulina.

### Células pulpares
El fibroblasto es un tipo de célula que sintetiza y mantiene la matriz extracelular del tejido de muchos animales. Estas células proporcionan una estructura en forma de entramado (estroma) a muy diversos tejidos y juegan un papel crucial en la curación de heridas, siendo las células más comunes del tejido conectivo. Se derivan de células primitivas mesenquimales y pluripotenciales. Las células estromales que potencialmente se pueden transformar en fibroblastos, osteoblastos, adipocitos y células musculares, se identifican en cultivos de médula ósea como células adherentes.
El fibroblasto sintetiza colágeno y mucopolisacáridos de la sustancia amorfa. Migra y prolifera durante la cicatrización de heridas. Cuando el fibroblasto disminuye su actividad se lo denomina fibrocito, el cual no puede dividirse. La restitución del tejido conectivo se efectúa mediante el crecimiento de fibroblastos jóvenes. Los fibrocitos son fusiformes con pocas prolongaciones, núcleo pequeño, alargado y más denso que el de los fibroblastos. los fibroblastos son morfológicamente heterogéneos, con diversas apariencias dependiendo de su localización y actividad.

#### Odontoblastos
El Odontoblasto es una célula pulpar muy diferenciada. Su estudio se ve limitado por la dificultad en la obtención de cultivos celulares viables. Su función principal es la dentinogénesis, es decir, la producción de dentina, la sustancia bajo el esmalte dental. 
Cabe destacar que dentro de la pulpa dentaria se encuentran células del sistema inmunitario, tales como células dendríticas, macrófagos y linfocitos.